# L'Antiquité classique
L’Antiquité classique est une revue belge qui paraît depuis 1932.
Le premier tome de L'Antiquité classique paraît en décembre 1932, après la décision prise par plusieurs professeurs de philologie classique, réunis à Bruxelles en mars de cette année, de fonder une nouvelle revue.
Elle est dirigée par des spécialistes de renommée mondiale : Joseph Bidez, Albert Garnoy, Franz Cumont, Armand Delatte et Henri Grégoire.